# Survive Said The Prophet
Survive Said The Prophet, hay còn được biết tới với cái tên Sabapro là một ban nhạc rock đến từ Tokyo, Nhật Bản, được thành lập vào năm 2011.  Nhóm hiện gồm 4 thành viên là: Yosh (ca sĩ), Tatsuya (guitar), Ivan (guitar), Show (trống).

## Thành viên
| Thành viên hiện tại - Yosh (Yoshiya Morita, sinh ngày 4 tháng 6, 1988) / Ca sĩ (2011-nay) - Tatsuya (Tatsuya Kato, sinh ngày 11 tháng 7, 1989) / Guitar (2011-nay) - Ivan (Ivan Kwong, sinh ngày 25 tháng 10, 1988) / Guitar (2011-nay) - Show (Sho Okada, sinh ngày 21 tháng 11, 1988) / Chơi trống (2016-nay) | Cựu thành viên - Takuya Suzuki - Guitar điện - Kei Tatsuno - Trống - Yuki Hanazawa - Bass - Yudai - Bass & Scream (2011-2/4/2021) |

## Danh sách đĩa nhạc

### Album phòng thu
- 2015 – Course Of Action
- 2016 – Fixed
- 2017 – Wabi Sabi
- 2018 – s p a c e [s]
- 2020 – Inside Your Head
- 2021 - To Redefine / To Be Defined

### EP
- 2011 – Survive Said The Prophet
- 2015 – As Life

### Đĩa đơn
- 2011 – Let Us Party
- 2012 – California With April
- 2014 – COCOON
- 2014 – MeIaM
- 2016 – Let it Die
- 2018 – NE:ONE/HI LOW
- 2018 – To Whom
- 2018 – found & lost
- 2018 – RED
- 2019 – Common Sense
- 2019 – Things Unsaid
- 2019 – Closure
- 2019 – Heroine
- 2019 – Bridges
- 2019 – 3 a.m.
- 2019 – Never; Saying Never
- 2019 – Last Dance Lullaby
- 2019 – Mukanjyo

### Hợp tác
- 2017 – Listening (Survive Said The Prophet feat. Tielle)
- 2018 – To Whom (Supper Moment feat. Survive Said The Prophet)

## Video âm nhạc
- 2014 – Mirror
- 2014 – If You Really Want To
- 2015 – Subtraction
- 2015 – Ashes, Ashes
- 2016 – Follow
- 2016 – Tierra
- 2016 – Fool's gold
- 2017 – Spectrum
- 2017 – Network System
- 2017 – When I
- 2018 – NE:ONE
- 2018 – Ne:One / Hi | Lo
- 2018 – found & lost
- 2018 – Right and Left
- 2018 – To Whom (Supper Moment feat. Survive Said The Prophet)
- 2019 – S P I N E
- 2019 – Mukanjyo
- 2019 – Bridges
- 2020 – Inside Your Head
- 2021 – 3 A.M.